# Locmariaquer
 Locmariaquer  (en bretón Lokmaria-Kaer) es una población y comuna francesa, situada en la región de Bretaña, departamento de Morbihan, en el distrito de Lorient y cantón de Auray.

## Demografía
| 1322 | 1265 | 1288 | 1278 | 1309 | 1367 |
| Para los censos de 1962 a 1999 la población legal corresponde a la población sin duplicidades (Fuente: INSEE [Consultar]) |      |      |      |      |      |